# Corônis
Corônis(pt-BR) ou Corónis(pt-PT?) foi o nome de vários personagens da mitologia grega.
- Corônis (mãe de Esculápio): filha de Flégias e mãe de Esculápio.

- Filha do rei Coroneu da Fócida, fugiu dos amores de Posidão e foi transformada em uma vaca por Ártemis.

- Uma das Híades.